# Ieronim Uborévich
Ieronim Petróvich Uborévich (en ruso: Иерони́м Петро́вич Уборе́вич; en lituano: Jeronimas Uborevičius) nació el 14 de enero de 1896 y fue ejecutado el 12 de junio de 1937, fue un militar soviético del Ejército Rojo durante la Guerra Civil Rusa, que alcanzó el rango de Comandante de Ejército de 1.º Rango.
Ieronim Uborévich fue una destacada víctima de las purgas de Stalin en el Ejército Rojo a finales de la década de 1930, siendo detenido en mayo de 1937. Fue juzgado y ejecutado el 12 de junio del mismo año en Moscú, en relación con el Caso de la Organización Militar Trotskista Antisoviética. Fue póstumamente rehabilitado en 1957.
- Datos: Q2415172
- Multimedia: Ieronim Uborevich / Q2415172